# Les Souvenirs d'un pauvre diable
Les Souvenirs d'un pauvre diable est une nouvelle de l’écrivain français Octave Mirbeau, parue en 1895.

## Historique
La nouvelle paraît d'abord en feuilleton dans Le Journal, du 28 juillet au 1er septembre 1895, puis en volume chez Flammarion en 1921, dans la collection « Une Heure d'oubli... ». Elle a été insérée en 1990 dans le recueil des Contes cruels de Mirbeau. Réédition en 2020 par les éditions Jacques Flament, dans la collection « L'Aréopage ». Elle a été traduite en italien, en russe, en grec, en espagnol et, en 2020, en anglais.
Une adaptation théâtrale a été montée par Anne Revel-Bertrand et jouée avec succès en 2012 et 2013, à Paris, au Théâtre du Marais, et dans l'Orne. Le texte de cette adaptation, destinée à deux acteurs qui alternent dans tous les rôles, a été publié en mars 2013 aux éditions DEO, de Mortagne.

## Déformation
Comme dans le précédent roman de Mirbeau, Dans le ciel, non publié en volume à cette époque, le narrateur est un « pauvre diable » prénommé Georges. Pour son malheur, il est, dit-il, « né avec le don fatal de sentir vivement, de sentir jusqu'à la douleur, jusqu’au ridicule », comme l'illustrent nombre d’épisodes de son enfance solitaire, en un milieu familial fort peu propice à son épanouissement.
Il fait aussi le bref récit de son « semi-viol », sous les enlacements d'une parente, vieille fille frustrée, puis de son initiation sexuelle, source de désenchantement, entre les bras de la petite bonne Mariette, qu'il surprend peu après dans ceux de son père, lequel, fort gêné, sue à grosses gouttes. Le récit s'arrête brusquement sur cette vision démystificatrice de l'autorité paternelle.
Sous les apparences d'un récit de formation (Bildungsroman), on a affaire, en réalité, à un récit de la déformation, comme l'était déjà Sébastien Roch en 1890.

## Démystification
Comme d'habitude, Octave Mirbeau démystifie la famille petite-bourgeoise en mettant en lumière son caractère mesquin, égoïste et étouffant, qui aliène et décourage l'enfant et qui éradique ses talents potentiels, au lieu de lui permettre de les épanouir.
Il démystifie également le sentiment amoureux, chanté mensongèrement par les poètes, et qui n'est en réalité qu'une illusion destinée à cacher la vulgarité, voire le caractère dégradant, des désirs sexuels qui gouvernent les humains.

## Note
1. ↑  Voir des extraits sur Youtube